# Venenklappe
Eine Venenklappe (lateinisch Valvula venosa) ist eine Faltenbildung der Innenauskleidung (Endothel) der Venen. Venenklappen bestehen aus zwei (selten einem oder drei) halbmondförmigen Segeln mit einer bindegewebigen Eigenschicht. Die Segel liegen schwalbennestartig im Lumen, ihr freier Rand ist herzwärts gerichtet. Venenklappen sind besonders in jenen Venen zahlreich, in denen das Blut entgegen der Schwerkraft transportiert werden muss (z. B. in den Beinen).
Beim Zurückfließen des Blutes werden die Segel erfasst und verschließen das Lumen. Venenklappen wirken somit wie ein Rückschlagventil und sorgen dafür, dass das Blut nur in eine Richtung, nämlich herzwärts fließt (rote Pfeile). Da der Blutfluss in den Venen vorwiegend über von außen auf die Vene wirkende Kräfte (z. B. Kontraktionen der Skelettmuskulatur, Muskelpumpe; schwarzer Pfeil) erfolgt, sorgen die Venenklappen ebenfalls dafür, dass in den Ruhephasen das Blut nicht zurückfließt, sondern Schritt für Schritt in Richtung Herz transportiert wird.
Der zwischen den Klappen befindliche Abschnitt einer Vene wird als Sinus valvulae bezeichnet. Er ist dehnbarer als der Bereich des Klappenansatzes, so dass es bei Erweiterungen der Venen zu perlschnurartigen Aussackungen, den „Krampfadern“ (Varizen), kommt.
Erstmals beschrieben wurden die Venenklappen 1547 von Giovanni Battista Canano (1515–1579) mit seinem Assistenten Amato Lusitano, zudem von Charles Estienne und Jacques Dubois, erstmals genauer beschrieben und exakter erforscht von Hieronymus Fabricius ab Aquapendente, aber deren Bedeutung im Blutkreislauf wurde erst von William Harvey erkannt.
Bei der Punktion von Extremitäten-Venen wird durch den Einstich von distal nach proximal der Orientierung der Venenklappen Rechnung getragen.
Ähnliche Klappen gibt es mit den Valvulae lymphaticae im Lymphgefäßsystem. Im Gegensatz zu den Venenklappen besitzen sie jedoch keine Muskulatur, sind also passiv funktionierend. Bei Tieren gibt es „Venenklappen“ mitunter auch in Arterien, bei Fischen ähneln die Bukkalvalven, zwei Schleimhautfalten mit Ventilfunktion für die Atmung, den Venenklappen.

## Venen ohne Klappen
- Große Gefäßstämme (Vena cava)
- Pfortader
- Nabelvene
- Gehirn- und Lungenvenen
- Venen innerhalb der Parenchyme

## Venenklappenprothesen
Das Fraunhofer-Institut für Produktionstechnik und Automatisierung stellte 2012 Venenklappenprothesen aus Polycarbonat-Urethan vor, die dort entwickelt wurden.